# NRJ Music Awards de 2025
O NRJ Music Awards 2025 será realizado em 31 de outubro de 2025, no Palais des Festivals, em Cannes, na França. A cerimônia terá apresentação de Nikos Aliagas, e será transmitida ao vivo pela rede de televisão francesa TF1 e pela estação de rádio NRJ. Os indicados serão anunciados, e a votação terá inicio, em 22 de setembro de 2025.